# Leucania albipuncta
Leucania albipuncta là một loài bướm đêm trong họ Noctuidae.